# Eduard Beitinger
Eduard Beitinger (* 1. November 1983) ist ein deutscher Fußballschiedsrichter.

## Karriere
Beitinger ist DFB-Schiedsrichter für den SV Schwabelweis. Zwischen der Saison 2009/10 und 2012/13 leitete er Spiele in der 3. Liga. Danach spezialisierte Beitinger sich als Schiedsrichterassistent, als ihm kommuniziert wurde, dass ein Aufstieg als Schiedsrichter nicht realistisch sei. Sein erstes Spiel als Assistent in der Bundesliga hatte er am 30. August 2014 mit dem Spiel Werder Bremen gegen TSG Hoffenheim.
Am 27. Mai 2017 wurde Beitinger im DFB-Pokalfinale 2016/17 zwischen Eintracht Frankfurt und Borussia Dortmund im Team um Hauptschiedsrichter Deniz Aytekin eingesetzt.
Seit der Saison 2018/19 ist Beitinger FIFA-Schiedsrichterassistent und kommt auch bei internationalen Spielen zum Einsatz.

## Leben
Beitinger lebt in Regensburg und betreibt dort ein Café.